# 주노 II
주노 II(Juno II)는 미국의 우주발사체이다. 1950년와 1960년대 초반까지 사용되었다. PGM-19 주피터 미사일을 주노 II의 1단 엔진으로, MGM-29 서전트 미사일을 상단 엔진으로 사용한다.

## 같이 보기
- 주노 I